# Marcus Astvald
Marcus Carl Victor Astvald, född 3 september 1990 i Örebro Sankt Nikolai församling i Örebro, är en svensk fotboll spelande tränare (mittfältare) för Ösk Söder.

## Karriär
Efter att ha spelat 99 matcher med Örebro SK Fotboll spelade han sin etthundrade ÖSK-match för Örebro SK Bandy den 24 november 2013. Då fick han spela några minuter mot IFK Rättvik Bandy i Allsvenskan.
Den 18 juli 2013 värvades Astvald av Degerfors IF, där han skrev på ett 2,5-årskontrakt. I mars 2016 värvades Astvald av norska Levanger FK.
I december 2017 värvades Astvald av IK Brage. Den 26 november 2018 återvände Astvald till Degerfors IF, där han skrev på ett tvåårskontrakt. Astvald spelade 25 ligamatcher och gjorde ett mål under säsongen 2020, då Degerfors IF blev uppflyttade till Allsvenskan. I februari 2021 värvades Astvald av Östers IF. I juni 2021 kom han överens med Öster om att lämna klubben. Kort därefter blev Astvald klar för spel i division 2-klubben BK Forward.
I januari 2022 värvades Astvald av Yxhults IK.